# Hyperia galba
Hyperia galba är en kräftdjursart som först beskrevs av Montagu 1813.  Hyperia galba ingår i släktet Hyperia och familjen Hyperiidae. Arten är reproducerande i Sverige. Inga underarter finns listade i Catalogue of Life.